# Kristin Davis
Kristin Davis, född 23 februari 1965 i Boulder, Colorado (men växte upp i Columbia, South Carolina), är en amerikansk skådespelare. Hon är mest känd för att spela som Charlotte York Goldenblatt i TV-serien Sex and the City (1998–2004).

## De tidiga åren
Davis var enda barnet i familjen och efter föräldrarnas skilsmässa. Hon adopterades av sin styvfar, då han gifte sig med hennes mor 1968. Tidigt under sin barndom flyttade Davis, hennes mor och styvfar till Columbia, South Carolina, där hennes styvfar (som var psykologiprofessor) fick jobb på ett universitet. Under sin studietid flyttade hon till New Jersey, där hon studerade på Rutgers University. Efter studierna flyttade hon till New York och arbetade som servitris innan hon öppnade en yoga-studio tillsammans med en väninna.

## Karriär
År 1995 fick hon sitt stora genombrott då hon fick rollen som Brooke Armstrong Campbell i serien Melrose Place (1992). Hon lämnade serien efter ett år då TV-producenterna fick reda på att publiken avskydde Davis bitchiga karaktär. År 1998 fick hon rollen som Charlotte York i serien Sex and the City, där hon stannade till seriens slut år 2004.
Davis har även synts som kosmetikamärket Maybellines taleskvinna.
Kristin Davis är bosatt i Los Angeles, hon har en adopterad dotter som heter Gemma Rose. År 2018 adopterade hon en son, Wilson.
Kristin Davis besökte Göteborg i september 2023 för att ta emot The Perfect World Foundation Award för hennes arbete med att bevara planetens biologiska mångfald.

## Filmografi (urval)
- 1995 – Cityakuten (TV-serie)
- 1995 – Melrose Place (TV-serie)
- 1997 – Seinfeld (TV-serie) – Jenna
- 1998–2004 – Sex and the City (TV-serie)
- 1999 – Atomic Train (film)
- 2000 – Take Me Home: The John Denver Story (TV-film)
- 2000 – Vänner (gästspel TV-serie)
- 2008 – Sex and the City (film)
- 2009 – Trubbel i paradiset (film)
- 2010 – Sex and the City 2 (film)
- 2019 – Holiday in the Wild (film)
- 2019 – The Night Before Christmas (film)
- 2021 – Deadly Illusion (film)
- 2021–2022 – And Just Like That (TV-serie)